# 1985 في كوريا الشمالية
فيما يلي قوائم الأحداث التي وقعت خلال عام 1985 في كوريا الشمالية.

## أفلام
من الأفلام التي صدرت هذه السنة في كوريا الشمالية:
- 1 يناير – بولغاساري من إخراج شين سانغ أوك.

## مواليد

### يونيو
- 27 يونيو – أن تشول هيوك لاعب كرة قدم كوري شمالي.[1]

### يوليو
- 2 يوليو – باك نام-تشول لاعب كرة قدم كوري شمالي من مواليد 1985.[2]

### سبتمبر
- 4 سبتمبر – ري كوانغ تشون لاعب كرة قدم كوري شمالي.[3]
- 5 سبتمبر – باك تشول جن لاعب كرة قدم كوري شمالي.[4]
- 22 سبتمبر – تشوي تشو مان لاعب كرة قدم كوري شمالي.[5]
- 25 سبتمبر – تشا جونغ هيوك لاعب كرة قدم كوري شمالي.[6]

### أكتوبر
- 14 أكتوبر – ري هيوك-تشول لاعب كرة قدم كوري شمالي.
- 15 أكتوبر – كيم تشول هو لاعب كرة قدم كوري شمالي.[7]

## وفيات

### مارس
- 8 مارس – كيم يونغ سيك (مواليد 1910) لاعبو كرة قدم يابانيون.[8]